# Aranyossy Gyula
Aranyosi Aranyossy Gyula (Gyula, 1845. február 28. – Újpest, 1906. november 21.) színész, rendező, színigazgató.

## Pályafutása
Szülei Aranyossy (Aranyossi) Pál szabó és Pertik Terézia. 1864. február 22-én lépett színpadra Kétszery József társulatában. Az 1870-es években a Nemzeti Színházban is vendégszerepelt. 1874. október 1-jétől igazgatóként is működött. 1894–1899 között több kisvárosban is megfordult. A közönség többnyire jellemkomikusként és bonviván szerepekben találkozhatott vele. Elhunyt az újpesti Gróf Károlyi kórházban tüdővész következtében.

## Magánélete
Első felesége Mánn Jolán színésznő, második neje Zombori Árvai Gizella énekesnő volt.

## Fontosabb szerepei
- Veréb Jankó (Lukácsy Sándor: A veres hajú)
- Lőrinc (Szigligeti Ede: A tolonc)
- Gáspár apó (Planquette: Corneville-i harangok)

## Működési adatai
1866: Sátoraljaújhely, Győr; 1868: Baja; 1869–71: Baja, Eger, Nagyvárad; 1871: Miskolc; 1872: Szeged; 1873: Kecskemét; 1874: Dés; 1876: Máramaros; 1877: Debrecen; 1878: Szatmár; 1880: Szabadka; 1881: Marosvásárhely; 1882: Tóth Béla; 1883: Lőcse; 1884: Báródi Károly; 1885: Újvidék; 1889: Tata; 1891: Gödöllő; 1892: Szigetvár; 1893: Magyaróvár. 
Igazgatóként: 1874–76: Kecskemét; 1878: Csongrád; 1886: Fehértemplom; 1894: Esztergom; 1895: Szilágysomlyó; 1896: Beled; 1897: Solt; 1898: Hajdúszoboszló.